# Résolution 114 du Conseil de sécurité des Nations unies
Membres permanents
- Chine (Taïwan)
- États-Unis
- France
- Royaume-Uni
- URSS

Membres non permanents
- Australie
- Belgique
- Cuba
- Iran
- Pérou
- Yougoslavie

Résolution no 113 Résolution no 115
La résolution 114 du Conseil de sécurité des Nations unies est une résolution du Conseil de sécurité des Nations unies adoptée le 4 juin 1956.
Cette résolution, la quatrième de l'année 1956, relative à la question de la Palestine, rappelant les résolutions 73 et 113, notant que, si des progrès ont été accomplis, les résolutions 107, 108 et 111 n'étaient pas intégralement respectées, et que les mesures préconisées dans la résolution 113, paragraphe 3, n'avaient pas été mises à exécution,
- exprime sa satisfaction pour les progrès accomplis,
- déclare que les parties devraient sans tarder mettre en œuvre les mesures convenues avec le secrétaire général,
- déclare que la pleine liberté de mouvement des observateurs des Nations unies doit être respectée,
- fait sienne l'opinion du secrétaire général selon laquelle l'observation des conventions d'armistice est une étape importante vers la paix,
- demande au chef d'état-major de s'assurer du respect de la suspension d'armes,
- requiert les parties aux conventions d'armistice de s'assurer du respect de la présente résolution,
- demande au secrétaire général de mettre ses bons offices à la disposition des parties et de faire rapport au conseil de sécurité lorsqu'il y aura lieu.

La résolution a été adoptée à l'unanimité.

## Texte
- Résolution 114 sur fr.wikisource.org
- Résolution 114 sur en.wikisource.org